# Букола

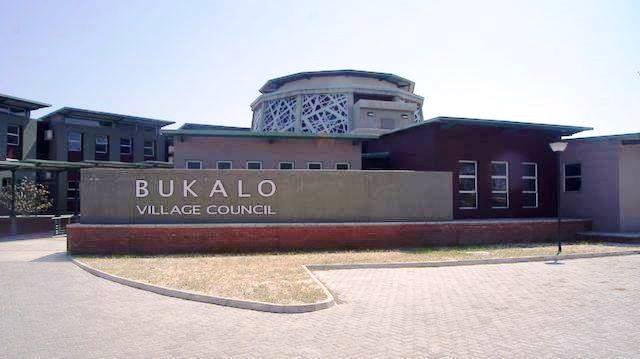
Букольский сельский совет

Букола (англ. Bukalo) — деревня на северо-востоке Намибии, в регионе Замбези.

## История
Деревня Букола была столицей племени масубия, она была построена королем Санджо в XVI веке.

## Описание
Букола расположена примерно в 40 километрах к юго-востоку от города Катима-Мулило столице региона Замбези. Население составляет 2000 жителей. Была объявлен деревней в 2013 году правительством Намибии. В настоящее время он управляется сельским советом, состоящим из 5 чиновников. Администрация Букало возглавляется главой администрации у которого в подчинении находятся советники, которые избираются на выборах жителями деревни.
Мартин Ньямбе Лимбо является нынешним главой администрации Букола. Он был назначен в 2015 году.
В деревне находится дворец Королевского дома Масубия. Ежегодно зимой король проводит в деревне этнический фестиваль Бвикухане Бвету, который привлекает в деревню тысячи этнических масубия со всей страны.